# Huntebruch und Huntebruchwiesen
Huntebruch und Huntebruchwiesen ist der Name eines Naturschutzgebietes in der Gemeinde Lembruch und der Stadt Diepholz im Landkreis Diepholz.

## Allgemeines
Das Naturschutzgebiet mit dem Kennzeichen NSG HA 204 ist rund 260 Hektar groß. Es ist teilweise Bestandteil des FFH-Gebietes „Dümmer“ und liegt vollständig im EU-Vogelschutzgebiet „Dümmer“. Im Westen grenzt es an das Naturschutzgebiet „Westliche Dümmerniederung“ und im Süden an das Naturschutzgebiet „Dümmer, Hohe Sieben und Ochsenmoor“ und das Landschaftsschutzgebiet „Dümmer“. Durch die Naturschutzgebiete ist der größte Teil der Dümmerniederung naturschutzrechtlich geschützt. Das Gebiet steht seit dem 15. November 2007 unter Naturschutz. Das zum 20. Mai 1976 ausgewiesene, rund 46 Hektar große Naturschutzgebiet „Huntebruch“ mit dem Kennzeichen NSG HA 039 ging im neu ausgewiesenen Naturschutzgebiet „Huntebruch und Huntebruchwiesen“ auf. Zuständige untere Naturschutzbehörde ist der Landkreis Diepholz.

## Beschreibung
Das Naturschutzgebiet liegt im Naturpark Dümmer nördlich des Dümmers in der Dümmerniederung. Es stellt den Flusslauf der Hunte sowie einen Teil der östlichen Ufers und des angrenzenden Grünlandes, überwiegend Feuchtgrünland und Niedermoorflächen, unter Schutz. Das Grünland wird überwiegend extensiv für die Mahd und als Weide genutzt.
Im nördlichen Bereich des Schutzgebietes liegt das Waldgebiet „Huntebruch“, das bereits seit 1976 nicht mehr bewirtschaftet wird. Das Waldgebiet, das durch Erlen-Eschenbestände und Erlenbruchwald geprägt ist, wurde 1976 als Naturwaldreservat ausgewiesen. Dominierende Baumarten sind Schwarzerle und Esche. Dazu gesellen sich in der Strauchschicht unter anderem Johannisbeere und Gewöhnliche Traubenkirsche.
Im Süden des Schutzgebietes befindet sich der Dümmer-Aussichtsturm Nord, einer von vier Aussichtstürmen im Verlaufe des 18 km langen Deichweges rund um den Dümmer.